# Peter Carlsson (Manager)

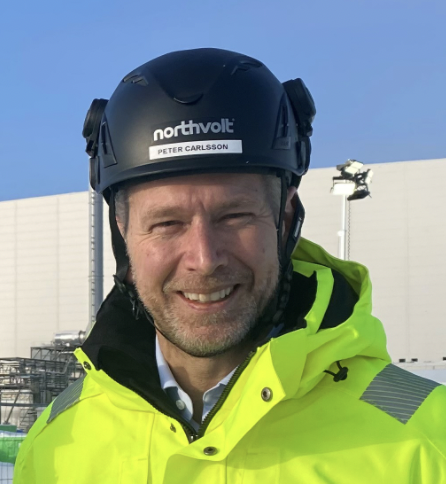
Peter Carlsson

Peter Mikael Carlsson (* 19. Oktober 1970 in Södertälje, Provinz Stockholms län (Schweden)) ist ein schwedischer Wirtschaftsmanager und war CEO von Northvolt.

## Ausbildung
Carlsson wuchs in Södertälje und in Växjö auf. Von 1989 bis 1994 studierte er Wirtschaftswissenschaften an der Technischen Universität Luleå und machte seinen Abschluss als Magister, zusätzlich absolvierte er eine Ausbildung in Mitarbeiterführung an der Handelshochschule Stockholm.

## Berufliche Entwicklung
Er begann seine Berufslaufbahn 1994 als Qualitätsmanager bei Kami AB, einem Hersteller von Baumaterialien. Nach gut einem Jahr wechselte er zu dem Telekommunikationskonzern Ericsson. Dort war er zunächst als Einkäufer tätig, 2001 wurde er zum Leiter Einkauf befördert. 2007 ging er nach Singapur zu dem niederländischen Halbleiter Hersteller NXP Semiconductors und verantwortete die Aktivitäten des Konzerns in Malaysia, Singapur und den Philippinen. 2011 übernahm er bei Tesla, Inc. in Kalifornien als Vizepräsident die Aufgabe Leiter Beschaffung und Logistik. Ein Schwerpunkt seiner Tätigkeit war der Aufbau einer integrierten vertikalen Lieferkette, um bei der Beschaffung Kostenvorteile zu erzielen und die Liefertermine zu optimieren. In dieser Zeit fiel bei Tesla die Entscheidung zum Bau der Gigafactory 1 zur Batterieherstellung in Nevada.

## Northvolt
2016 gründete er in Stockholm zusammen dem aus Frankreich stammenden Paolo Cerutti, den er damals bei Tesla eingestellt hatte, und einem schwedischen Private-Equity-Investor die Gesellschaft „SGF Energy“, die wenig später in Northvolt umbenannt wurde. Er konnte namhafte Finanzinvestoren und Industrieunternehmen von seinem Plan überzeugen, den führenden europäischen Hersteller von Lithium-Ionen Batterien aufzubauen. Der geplante Investitionsaufwand betrug mehrere Milliarden US-$. Mitte 2023 beschäftigte Northvolt über 4500 Mitarbeiter. In der ersten Gigafabrik in Skellefteå in Nordschweden wurde Ende 2022 die erste selbst entwickelte Batterie hergestellt. Weitere Gigafabriken waren in der Planung. Finanzexperten bewerteten das Unternehmen Northvolt Mitte 2023 auf über 20 Mrd. US-$.
Da sich der Produktionsanlauf im Werk in Nordschweden gegenüber Plan verzögerte, geriet Northvolt im Verlauf des Jahres 2024 in zunehmende finanzielle Engpässe. Am 22. November 2024 musste das Unternehmen daraufhin Insolvenz nach Chapter 11 des US-Insolvenzrechts anmelden. Carlsson erklärte danach seinen Rücktritt von der Unternehmensführung. Am 12. März 2025 beantragte das Unternehmen in Schweden endgültig Insolvenz. Ihm gehörten zu dem Zeitpunkt 7,2 % der Anteile am Unternehmen.

## Auszeichnungen
Carlsson erhielt 2022 die Goldmedaille der Königlichen Schwedischen Akademie der Ingenieurwissenschaften. Als Begründung für die Entscheidung wurden sein Unternehmertum, seine Führungsqualitäten und sein Innovationsmut angeführt.

## Privates
Carlsson ist seit 2017 mit Inga Carlsson verheiratet. Er ist privat an mehreren internationalen Start-ups engagiert, die vornehmlich im Bereich Nachhaltigkeit aktiv sind.